# فیولی
فیولی (انگلیسی: Faiveley) شرکت صنایع سنگین فرانسوی است، که در سال ۱۹۱۹ تأسیس شد.